# Codex Fuldensis

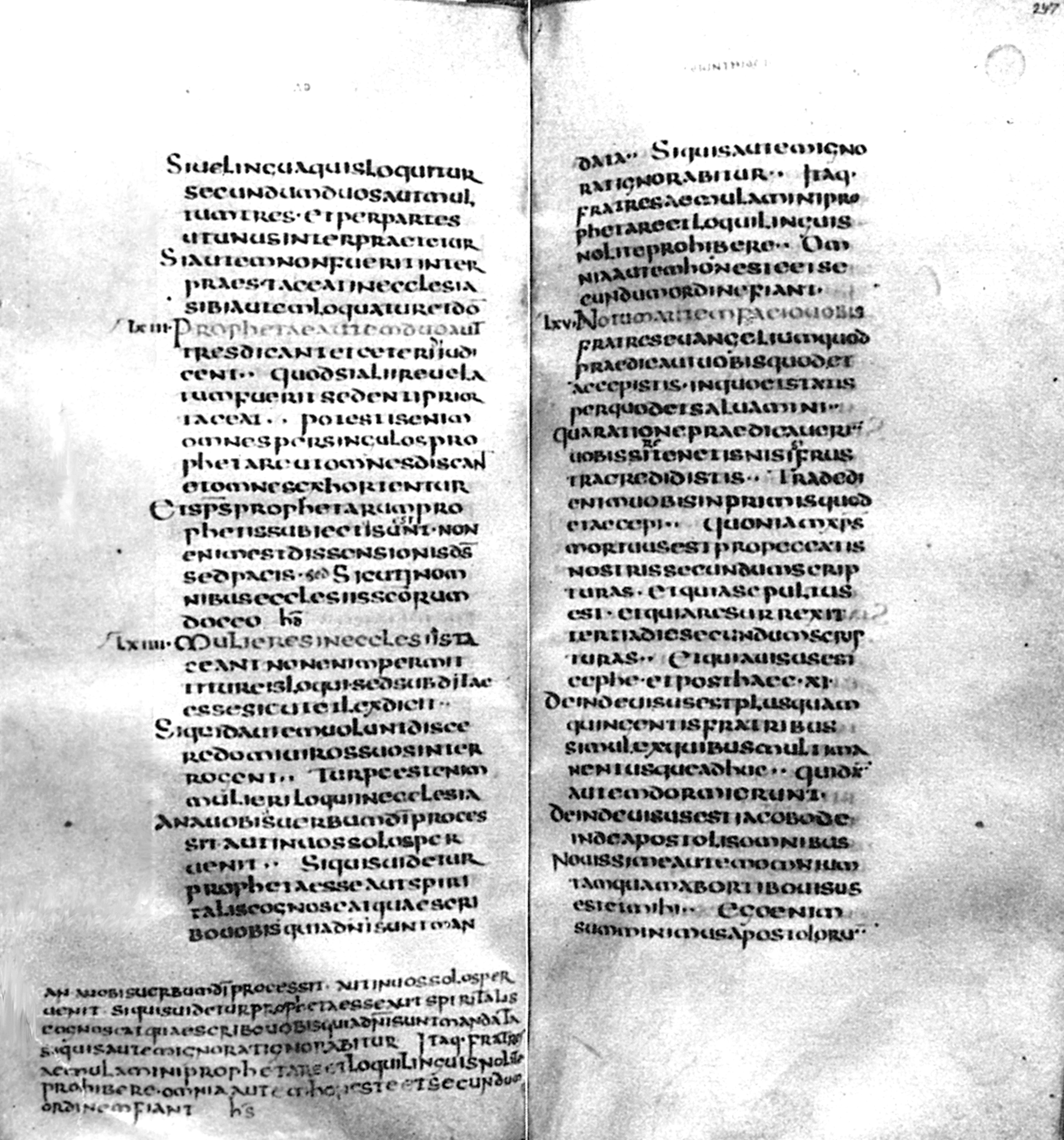
Codex Fuldensis, páginas 296-297

O Codex Fuldensis, chamado de códice F, é um manuscrito do Novo Testamento baseado na Vulgata latina feito entre 541 e 546 d.C.. Ele é considerado a segunda mais importante testemunha do texto da Vulgata e é também o mais antigo manuscrito completo do Diatessarão. Além disso, ele também é importante para atestar a autenticidade de 1 Coríntios 14:34–35. É também um dos mais antigos manuscritos datados do Novo Testamento, tendo a sua correção terminado em 2 de maio de 546 d.C..

## Descrição
O Codex Fuldensis contém o Diatessarão e 23 outros livros canônicos do Novo Testamento, além da Epístola aos Laodicenses e uma cópia do "Prólogo aos Evangelhos Canônicos" de Jerônimo de Estridão. Este manuscrito é um representante do tipo-texto italiano
Os quatro evangelhos foram harmonizados em uma narrativa única e contínua, de acordo com a forma do Diatessarão de Tatiano. O texto é similar ao do Codex Amiatinus. O texto do evangelho harmonizado é precedido por uma lista de suas seções, com um sumário de cada uma, que foi copiado ipsis literis, de um exemplar latino antigo. Daí pode ser determinado que a fonte latina não continha a genealogia de Jesus (que Victor inseriu), mas ela já incluía a "Perícopa da adúltera".
A ordem dos livros no códice é: Diatessarão, as epístolas paulinas (Romanos; 1 e 2 Coríntios; Gálatas; Efésios; Filipenses; 1 e 2 Tessalonicenses; Colossenses; Laodicenses; 1 e 2 Timóteo; Tito; Filémon�; Hebreus), Atos dos Apóstolos, as epístolas católicas (na ordem habitual) e o Apocalipse.

### 1 Coríntios 14:34-35
A seção sobre 1 Coríntios 14:34-35 foi adicionada pelo escriba original na margem. Esta seção está destacada no Codex Vaticanus. Diversos manuscritos de texto-tipo ocidental colocaram esta seção após 1 Coríntios 14:40 (manuscritos: Claromontanus, Augiensis, Boernerianus, itd, g). O minúsculo 88, que não é representativo deste tipo-texto, colocou também esta seção após 1 Coríntios 14:40. Um manuscrito da Vulgata faz o mesmo (Codex Reginensis). De acordo com Metzger, a evidência deste códice é ambígua. Talvez o escriba, sem de fato apagar os versículos 34-35 do texto, tenha pretendido que o liturgista os omitisse em suas aulas.

## História
Vítor de Cápua relata que ele encontrou uma antiga harmonia latina dos Evangelhos, que ele reconheceu como seguindo o arranjo de Tatiano do Diatessarão e substituiu o texto da Vulgata pela Vetus Latina, anexando o resto dos livros do Novo Testamento da Vulgata. São Bonifácio adquiriu o codex e em 745 presenteou-o à biblioteca monástica, em Fulda, onde ele permanece até hoje (e daí o seu nome), e serviu de fonte para outras harmonias vernaculares em alto alemão antigo, franco oriental e saxão antigo.
O Codex Sangallensis 56 foi copiado, no século IX, do Diatessarão do Codex Fuldensis. Ele contém alguns extratos dos Atos dos Apóstolos.
O texto completo do códice foi publicado por Ranke em 1868.